# Mistrzostwa NCAA Division I w Zapasach w 1956
Mistrzostwa NCAA Division I w zapasach rozgrywane były w Stillwater w marcu 1956 roku. Zawody odbyły się w Gallagher Hall, na terenie Uniwersytetu Stanu Oklahoma.
- Outstanding Wrestler – Danny Hodge

## Wyniki

### Drużynowo
| Kolejność | Szkoła                    | Zespół   |
| --------- | ------------------------- | -------- |
| 1.        | Oklahoma State University | Cowboys  |
| 2.        | University of Oklahoma    | Sooners  |
| 3.        | University of Pittsburgh  | Panthers |
| 4.        | University of Iowa        | Hawkeyes |

### All American

#### 115 lb
| Lp. | Zawodnik     | Szkoła         |
| --- | ------------ | -------------- |
| 1.  | Terry McCann | Iowa           |
| 2.  | Bill Hulings | Pittsburgh     |
| 3.  | Dick Delgado | Oklahoma       |
| 4.  | Dave Bowlin  | Oklahoma State |

#### 123 lb
| Lp. | Zawodnik       | Szkoła         |
| --- | -------------- | -------------- |
| 1.  | Ed Peery       | Pittsburgh     |
| 2.  | Harmon Leslie  | Oklahoma State |
| 3.  | Vernon Whitney | Purdue         |
| 4.  | Don Stroud     | Michigan State |

#### 130 lb
| Lp. | Zawodnik       | Szkoła         |
| --- | -------------- | -------------- |
| 1.  | Myron Roderick | Oklahoma State |
| 2.  | Bobby Lyons    | Oklahoma       |
| 3.  | Vic DeFelice   | Pittsburgh     |
| 4.  | Frank Hirt     | Michigan       |

#### 137 lb
| Lp. | Zawodnik      | Szkoła         |
| --- | ------------- | -------------- |
| 1.  | Jim Sinadinos | Michigan State |
| 2.  | Ron Day       | Colorado State |
| 3.  | John Pepe     | Penn State     |
| 4.  | Joe Gratto    | Lehigh         |

#### 147 lb
| Lp. | Zawodnik           | Szkoła         |
| --- | ------------------ | -------------- |
| 1.  | Eddie Eichelberger | Lehigh         |
| 2.  | Dave Adams         | Penn State     |
| 3.  | Dick Heaton        | Northern Iowa  |
| 4.  | Paul Weinhold      | Colorado State |

#### 157 lb
| Lp. | Zawodnik         | Szkoła         |
| --- | ---------------- | -------------- |
| 1.  | Larry TenPass    | Illinois       |
| 2.  | Douglas Blubaugh | Oklahoma State |
| 3.  | Jerry Bross      | Oklahoma       |
| 4.  | LaRue Dillon     | Lafayette      |

#### 167 lb
| Lp. | Zawodnik         | Szkoła         |
| --- | ---------------- | -------------- |
| 1.  | Ed DeWitt        | Pittsburgh     |
| 2.  | Fred Davis       | Oklahoma State |
| 3.  | Harlan Jenkinson | Iowa           |
| 4.  | Jim Ellis        | Indiana        |

#### 177 lb
| Lp. | Zawodnik         | Szkoła          |
| --- | ---------------- | --------------- |
| 1.  | Danny Hodge      | Oklahoma        |
| 2.  | Roy Minter       | Minnesota State |
| 3.  | Gary Kurdelmeier | Iowa            |
| 4.  | Edward Zabrycki  | Navy            |

#### 191 lb
| Lp. | Zawodnik    | Szkoła         |
| --- | ----------- | -------------- |
| 1.  | Ken Leuer   | Iowa           |
| 2.  | Jim Gregson | Oklahoma State |
| 3.  | Ron Schirff | Pittsburgh     |
| 4.  | Ahmet Şenol | Purdue         |

#### Open
| Lp. | Zawodnik       | Szkoła         |
| --- | -------------- | -------------- |
| 1.  | Gordon Roesler | Oklahoma       |
| 2.  | Bob Konovsky   | Wisconsin      |
| 3.  | Bill Oberly    | Penn State     |
| 4.  | Willis Holland | Colorado State |